# The Unbelievable Guitar and Voice of Jerry Reed
The Unbelievable Guitar and Voice of Jerry Reed este primul album de studio al cântărețului de muzică country Jerry Reed. Lansat în 1967, a fost primul album înregistrat sub egida casei de discuri RCA Victor. Reed va înregistra în total 33 de albume la această casă de discuri.
Albumul este cunoscut datorită melodiilor „Guitar Man” și „U.S. Male” pe care Elvis Presley le-a interpretat alături de Reed în sesiunea de înregistrări.

## Reeditări
- În 2012, The Unbelievable Guitar and Voice of Jerry Reed și Nashville Underground au fost reeditate pe CD de către Real Gone Music.[1]

## Lista melodiilor
Toate melodiile au fost redactate de către Jerry Reed Hubbard.

### Partea A
1. „It Don't Work That Way” – 2:15
2. „Guitar Man” – 2:25
3. „You're Young and You'll Forget” – 2:45
4. „Woman Shy” – 2:13
5. „I Feel for You” – 2:56
6. „Take a Walk” – 2:31

### Partea B
1. „Love Man” – 2:23
2. „If I Promise” – 2:29
3. „U.S. Male” – 2:25
4. „Long Gone” – 2:26
5. „If It Comes to That” – 2:18
6. „The Claw” - 1:56

## Membrii
- Jerry Reed - voce, chitară principală
- Wayne Moss - chitară
- Fred Carter - chitară
- Junior Huskey - chitară bas
- Jerry Carrigan - baterie
- Jerry Smith - clavecin
- Ray Stevens - clavecin

## Producție
- Produs de Chet Atkins.
- Ingineri de sunet - Jim Malloy și William Vandervort.
- Înregistrat în Nashville Sound Studio din cadrul RCA Victor, Nashville, Tennessee.
- Notițe de Merle Atkins.